# Pfreimd

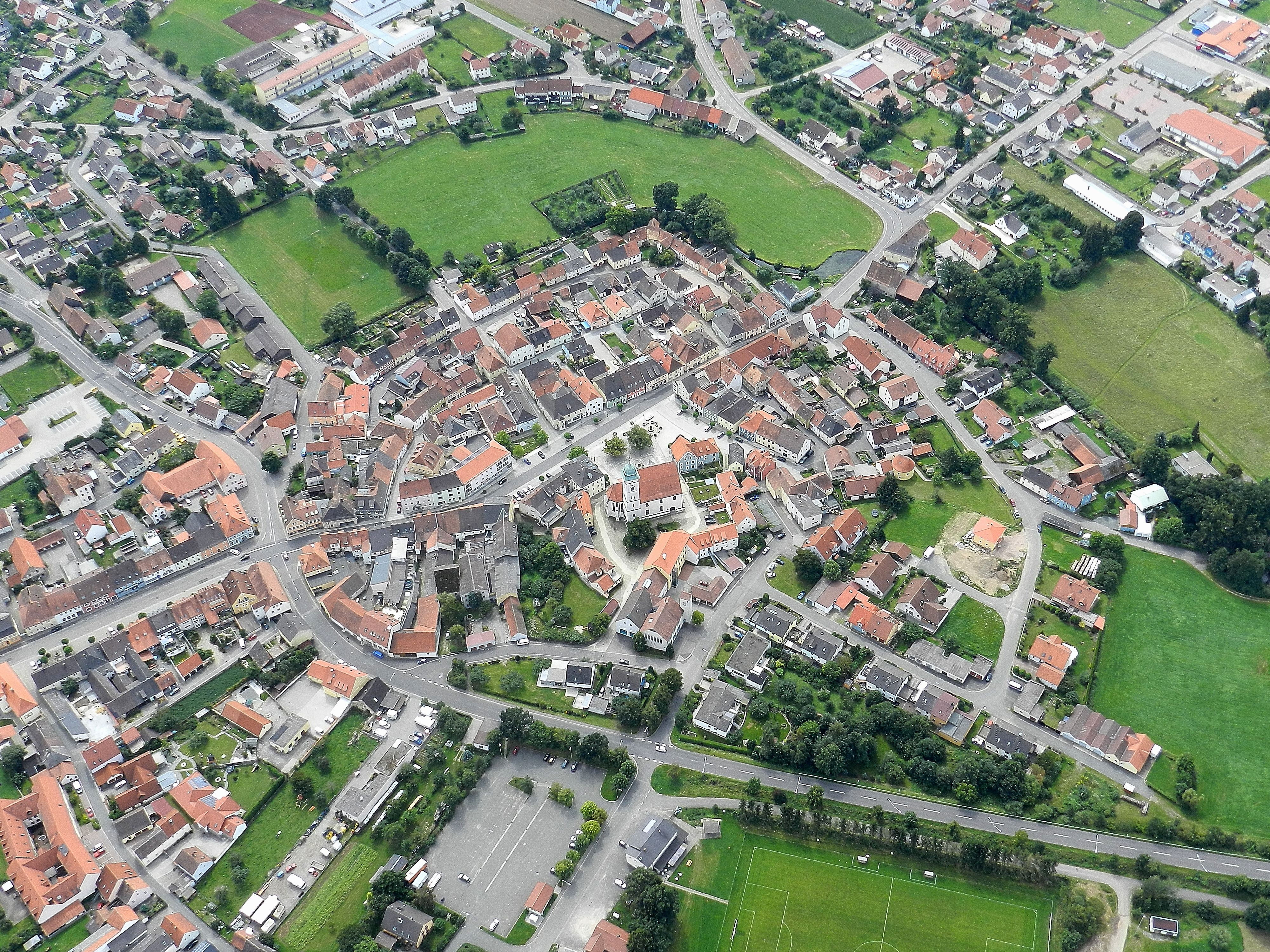
Letecký pohled na střed města

Pfreimd (česky Přimda) je město v německé spolkové zemi Bavorsko, v zemském okrese Schwandorf ve vládním obvodu Horní Falc.

## Popis
Město je pojmenováno podle stejnojmenné řeky Pfreimd, která městem protéká a opodál se vlévá do řeky Naab.

### Zeměpisná poloha
Město leží v severovýchodní části Bavorska, ve střední části Horní Falci. Nachází se v přírodním parku Oberpfälzer Wald v údolí řeky Pfreimd při jejím ústí do řeky Naab.

### Sousední obce
S městem Pfreimd sousedí městys Wernberg-Köblitz (ze severu a severozápadu), obec Trausnitz (ze severovýchodu), obec Gleiritsch (z východu), obec Guteneck, město Nabburg (z jihu a jihozápadu) a obec Schmidgaden (ze západu).
S obcí Trausnitz tvoří společnou správní jednotku.
| Růžice kompasu | Wernberg-Köblitz | Wernberg-Köblitz | Trausnitz  | Růžice kompasu |
| Růžice kompasu | Schmidgaden      | Sever            | Gleiritsch | Růžice kompasu |
| Růžice kompasu | Schmidgaden      | Pfreimd          | Gleiritsch | Růžice kompasu |
| Růžice kompasu | Schmidgaden      | Jih              | Gleiritsch | Růžice kompasu |
| Růžice kompasu | Nabburg          | Nabburg          | Guteneck   | Růžice kompasu |

### Členění města
Pfreimd je rozdělen do 29 městských částí:
| - Aspachmühle - Bornmühle - Bornmühlschleife - Döllnitz - Döllnitzmühle - Egerhof - Eixlberg - Fuchsendorf | - Gnötzendorf - Herdegen - Hochschlag - Hohentreswitz - Iffelsdorf - Kulmhof - Kurmhof | - Löffelsberg - Nessating - Oberpfreimd - Oberweihern - Pamsendorf - Pfreimd - Rappenberg | - Schloßhof - Stein - Stelzlmühle - Untersteinbach - Weiherhäusl - Weihern - Ziegelhütte |

## Dějiny obce
První písemná zmínka o městě pochází z 1118. Z roku 1156 pochází písemná zmínka o tom, že Pfreimd byl opevněný a jeho součástí byl hrad (Meginhardus de Phirmede). V roce 1216 se Pfreimd stal samostatnou farností, když byl vyčleněn z farnosti Perschen. Městem se Pfreimd stal 3. ledna 1372, kdy mu bylo uděleno městské právo, avšak mezi lety 1399 a 1491 byl označován jako městys. Město bylo rovněž sídlem soudu.
Pfreimd ležel v lantkrabství Leuchtenberg, jehož součástí se stal ve 14. století. Roku 1714 bylo lantkrabství Leuchtenberg přičleněno k Bavorsku, čímž se Pfreimd stal součástí Bavorska. Avšak stopy toho, že Pfreimd byl dříve městem lantkrabství Leuchtenberg, lze najít i v současnosti: například partnerství s městem Grünsfeld, které spadalo pod lantkrabství Leuchtenberg též.

## Samospráva

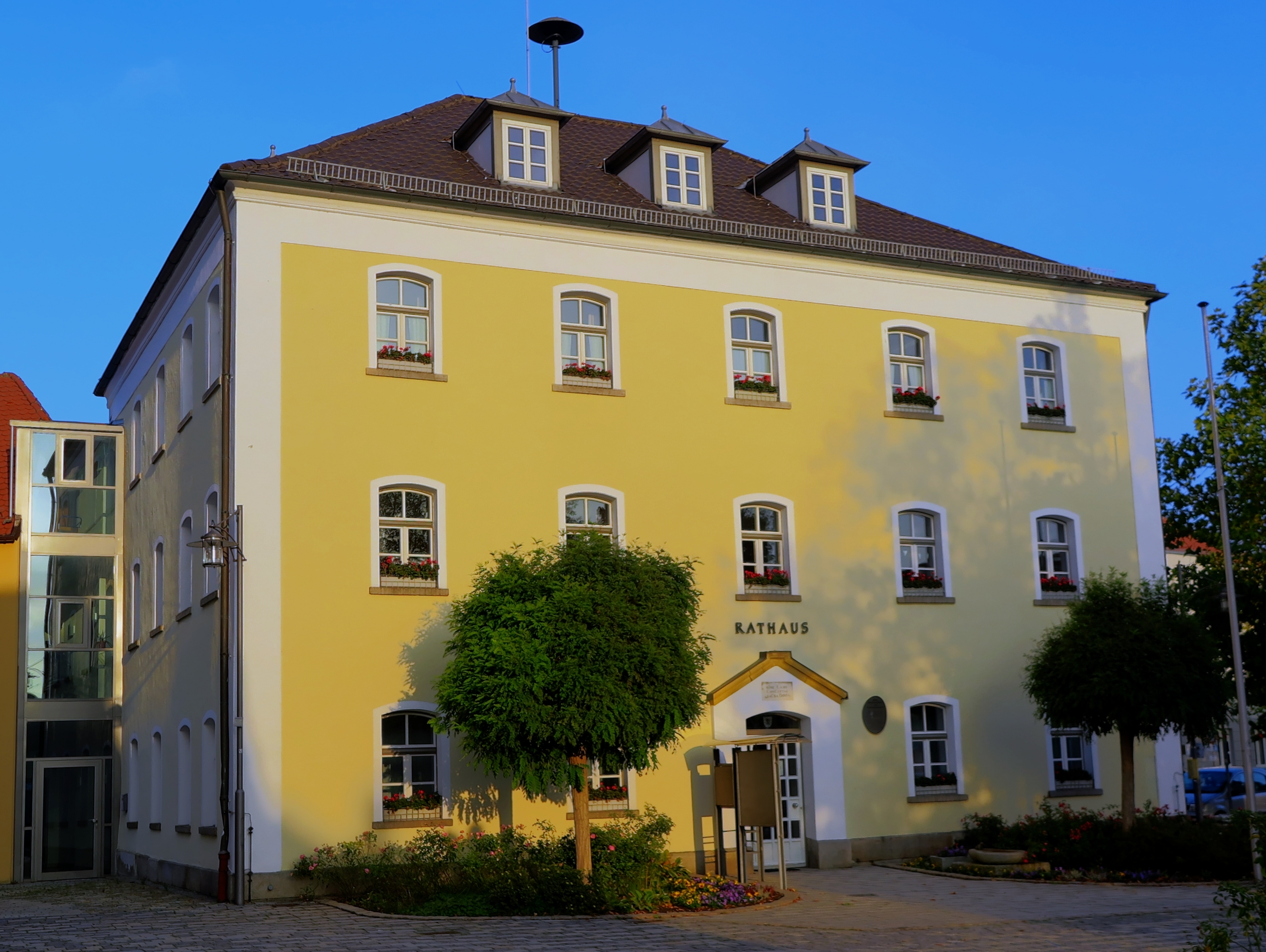
Radnice města Pfreimd

### Obecní rada
Městská rada sestává z 20 členů. Složení městské rady po obecních volbách konaných 16. března 2014 je následující:
| Strana                                        | Podíl hlasů | Počet míst v městské radě |
| --------------------------------------------- | ----------- | ------------------------- |
| Christlich-Soziale Union in Bayern (CSU)      | 31,3 %      | 6                         |
| Sozialdemokratische Partei Deutschlands (SPD) | 20,7 %      | 4                         |
| Ökologisch-Demokratische Partei (ÖDP)         | 19,0 %      | 4                         |
| Freie Wähler Bayern (FWG)                     | 29,0 %      | 6                         |

### Starosta
Starostou města Pfreimd je Richard Tischler (FWG). Byl jím zvolen městskou radou ve složení po obecních volbách z roku 2014. Již v prvním kole získal nejvíc hlasů ze všech kandidátů, pročež postoupil do druhého kola, tzv. užší volby, ve kterém získal celkem 63,6 % hlasů. Tischler byl v roce 2020 znovu zvolen starostou s 86,1 % hlasů

### Znak
Popis znaku: Na modrém podkladu se nacházející tři duhy složené z červeného, zeleného a zlatého pásu, mezi nimiž plavou dva stříbrní lipani, a v horních rozích a na spodu štítu dvě pěticípé zlaté hvězdy.
Znak v této podobě užívá město Pfreimd od 15. století.

### Partnerská města
Prvním partnerským městem města Pfreimd je město Grünsfeld. Obě města mají úzkou spolupráci založenou na historické společné sounáležitosti pod lantkrabství Leuchtenberg. Od 15. listopadu 2013 má město Pfreimd druhé partnerské město, jímž je Přimda.

## Hospodářství a doprava

### Doprava
Pfreimd leží poblíž dálnice A93, na které je po něm pojmenován i dálniční sjezd. Na území obce se rovněž nachází dálniční
křižovatka Oberpfälzer Wald na níž se kříží dálnice A6 (Saarbrücken – Mannheim – Nürnberg – Waidhaus) s dálnicí A93 (Hof – Regensburg – Kufstein).
Přes město Pfreimd rovněž prochází železniční tah spojující uzly v Regensburgu a Marktredwitzu.

### Sídlící podniky
- Ebert+Jakobi Finze GmbH & Co. KG, velkoobchod s léčivy

### Kasárna
Město Pfreimd je stanovištěm německých Spolkových obranných sil (Bundeswehr). V Hornofalckých kasárnách (něm. Oberpfalz-Kaserne) je umístěn 104. tankový prapor a 2. rota 4. zásobovacího praporu, které spadají pod 12. tankovou brigádu.

## Kultura a pamětihodnosti
- Farní kostel Nanebevzetí Panny Marie vznikl v letech 1670–1685 rozsáhlou přestavbou pozdně gotického kostela. Bohatě zdobený interiér patří k nejcennějším barokním uměleckým dílům v Horní Falci. Kostel byl pohřebištěm lantkrabat z Leuchtenbergu.
- Kostel svaté Barbory na vrchu Eixelberg
- Františkánský klášter v Pfreimdu
- Tzv. Pfreimdský poklad, tržiště 5
- Pozůstatky městské hradební zdi
- Židovská věž v Judengasse
- Evangelický kostel svatého Pavla

## Osobnosti
- Lambert Kraus (občanským jménem Philipp Josef Anton, * 17. září 1728 v Pfreimdu; † 27. listopadu 1790 v Metten), hudební skladatel a opat bavorského benediktinského opatství Metten
- Georg Dorner (* 1752 Gebenbach; † 6. března 1794 Pfreimd), radní v Pfreimdu, od 1779 vlastník bývalého hostince „Zum Schwan“; ∞ 27. července 1779 s Barbarou Stichovou, dcerou pfreimdského radního Josefa Sticha
- Ignaz Valentin Dorner (* 1784 Pfreimd; † 1859 Mosonmagyarovar/Maď.), velkoobchodník
- Pater Petrus Karl Mangold († 18. července 1942 v koncentračním táboru Dachau), františkán, 1931–1939 představený kláštera v Pfreimdu
- Franz Ignaz Pruner (* 8. března 1808 Pfreimd; † 29. září 1882 Pisa), oční lékař, antropolog

## Fotografie

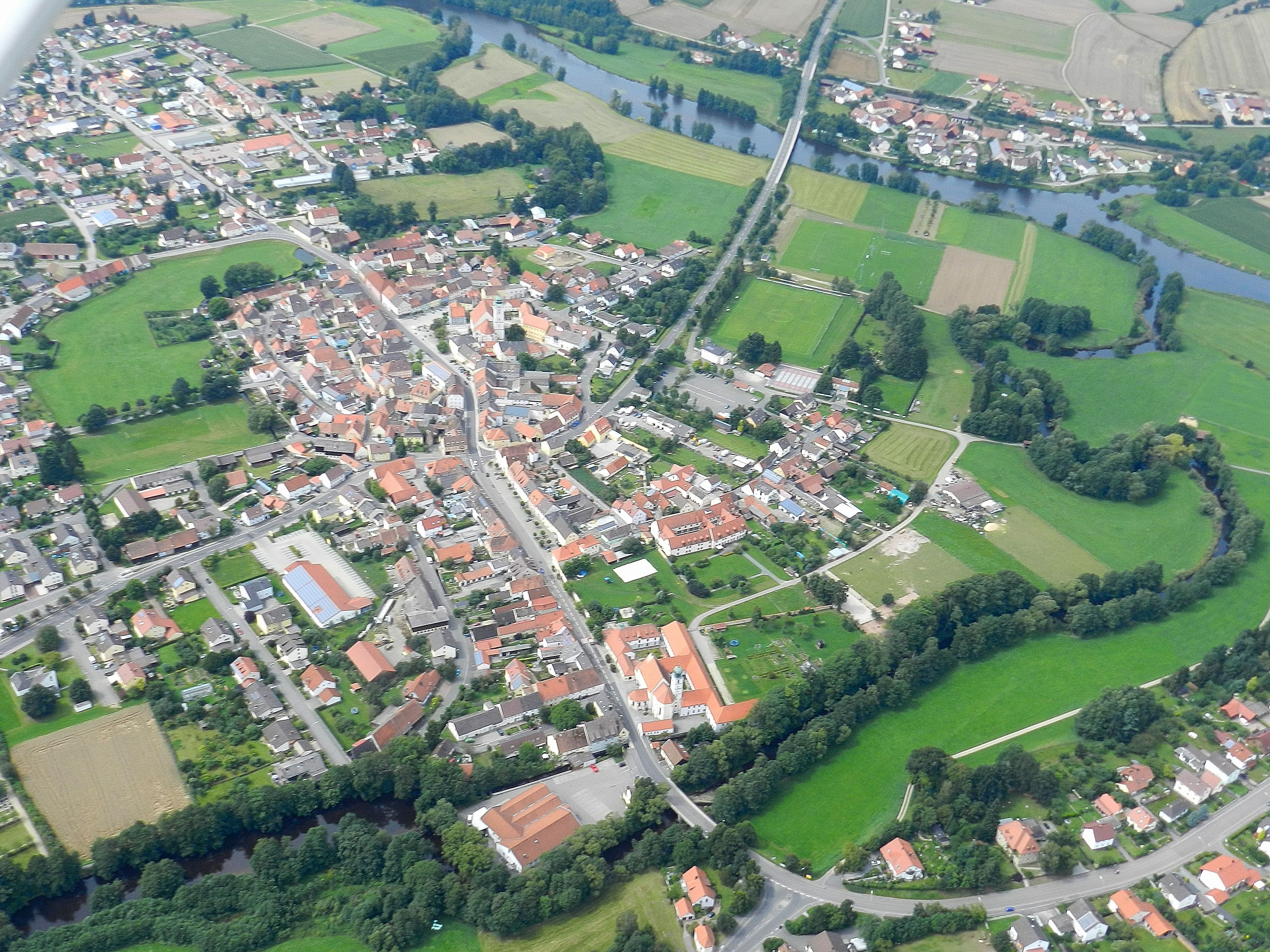
Pfreimd (2011)
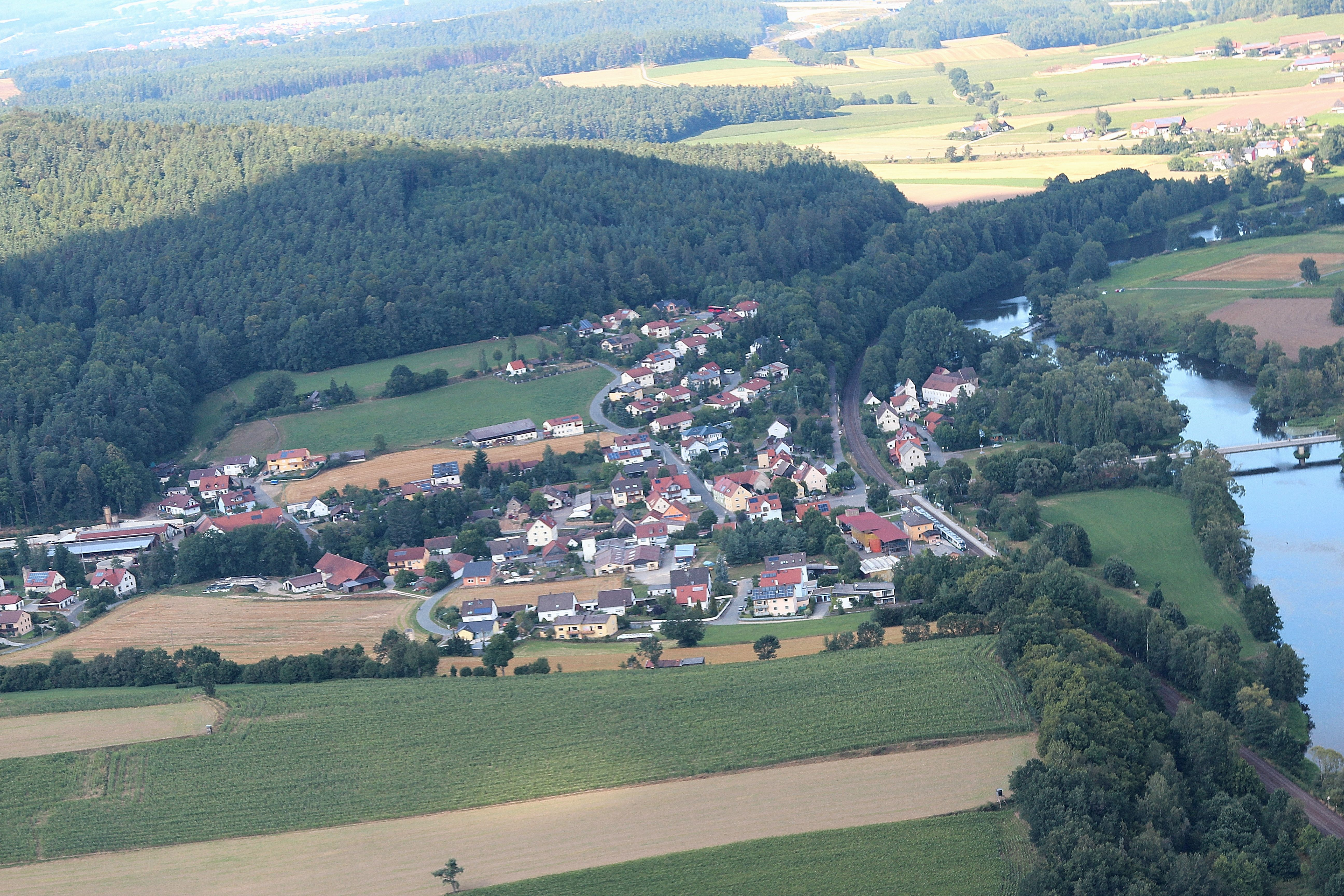
Untersteinbach (2013)
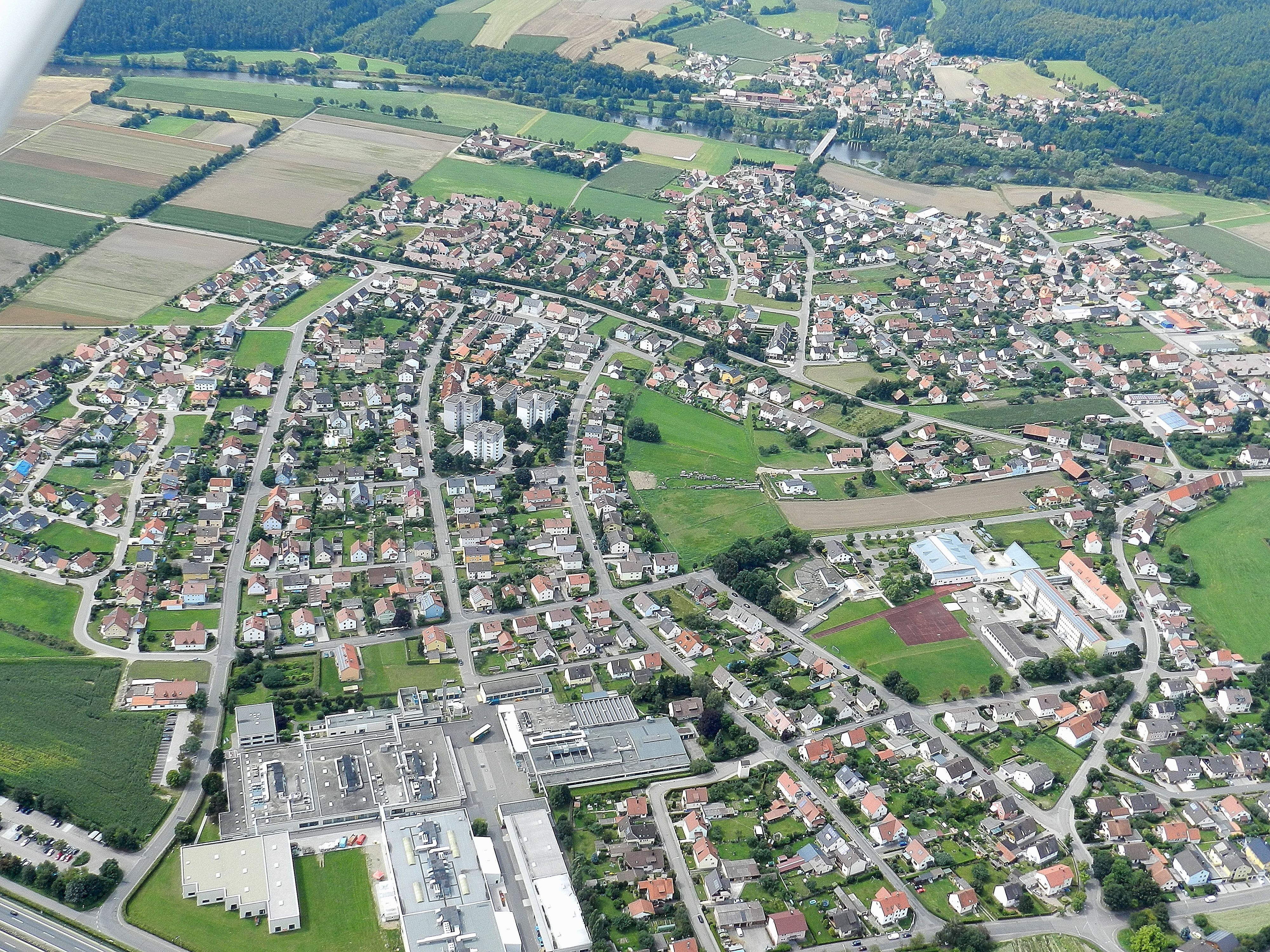
Pfreimd (2011)
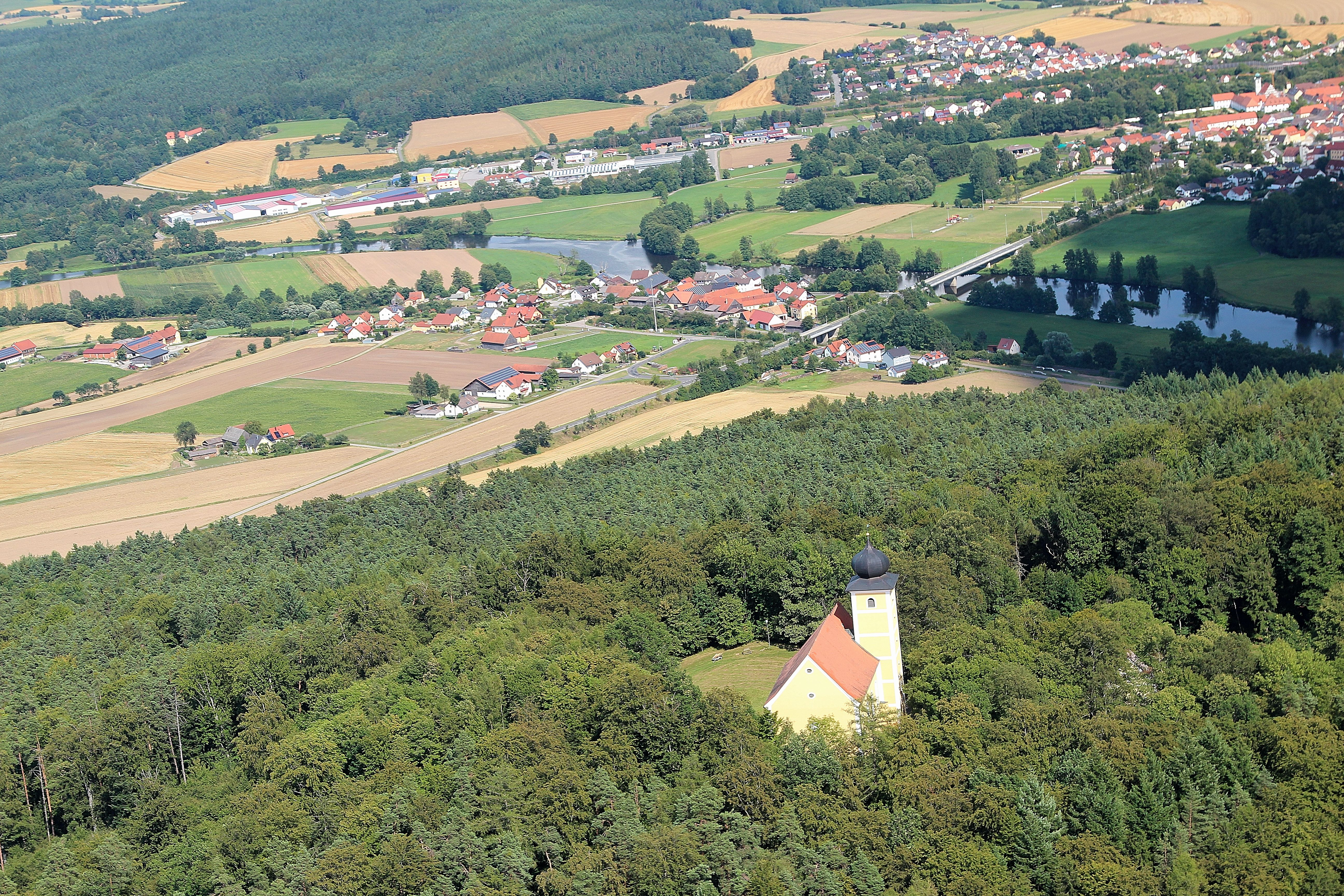
Eixlberg (Kaple sv. Barbory), Iffelsdorf (2013)
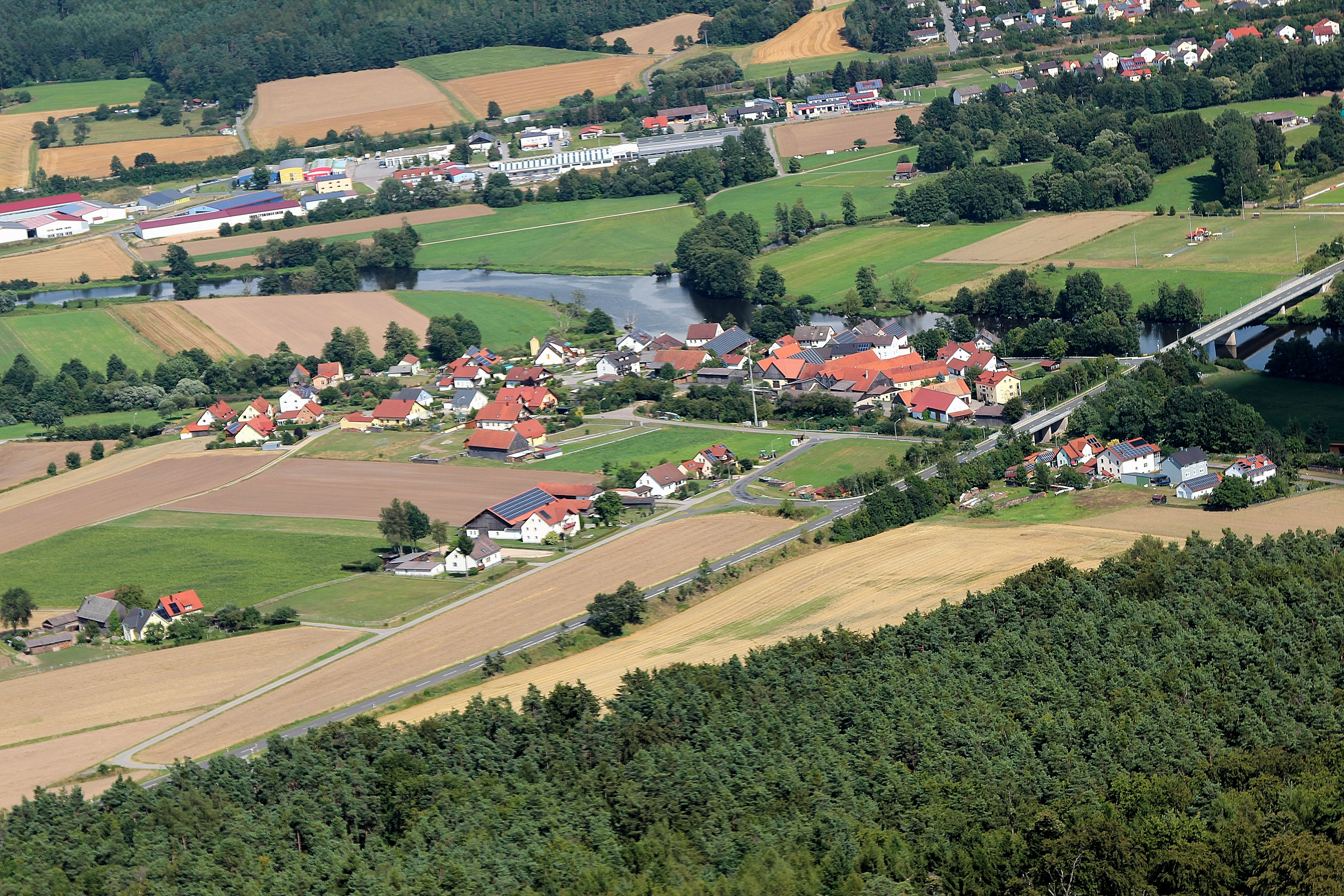
Iffelsdorf (2013)
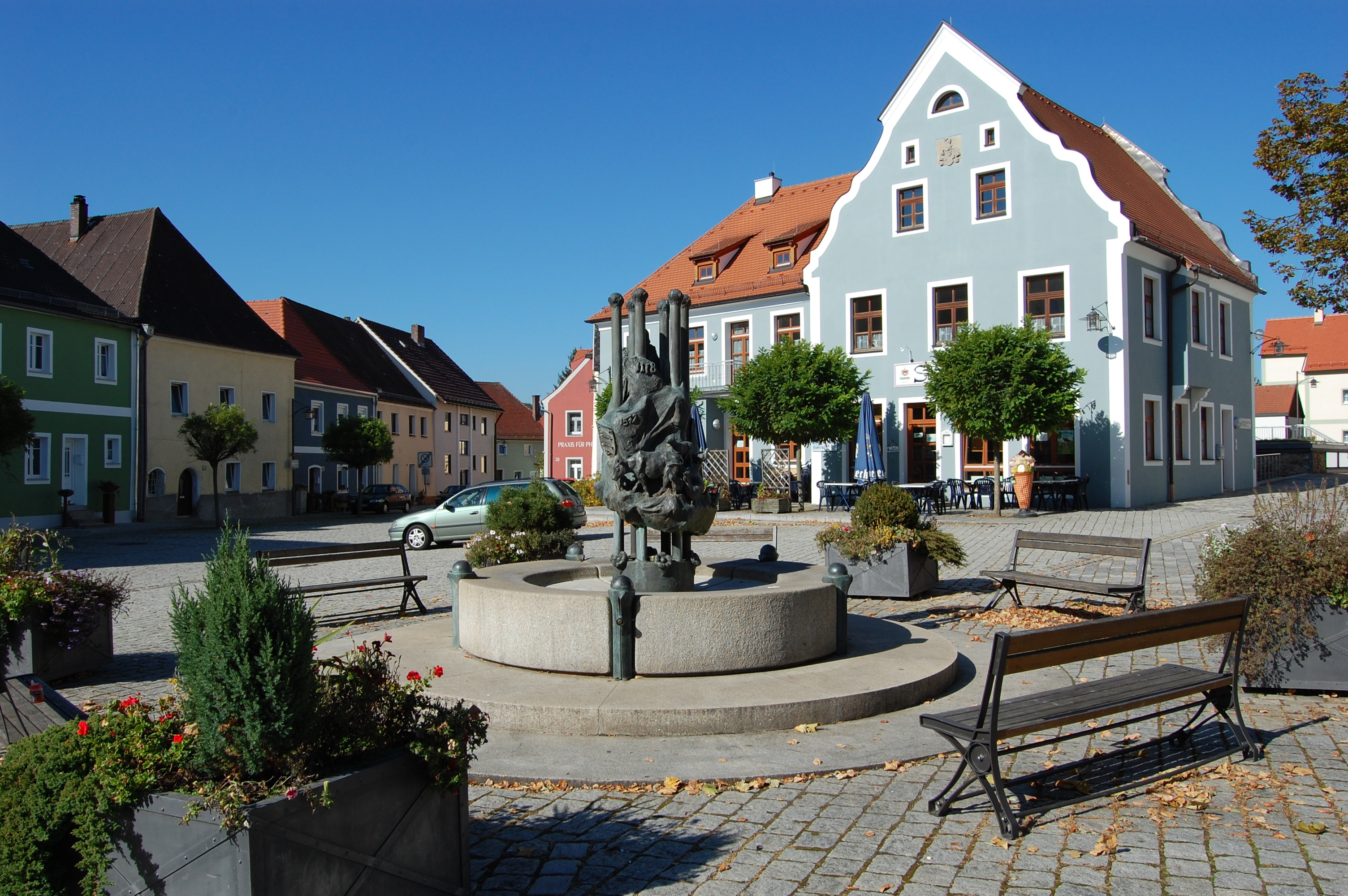
Marktplatz (2010)
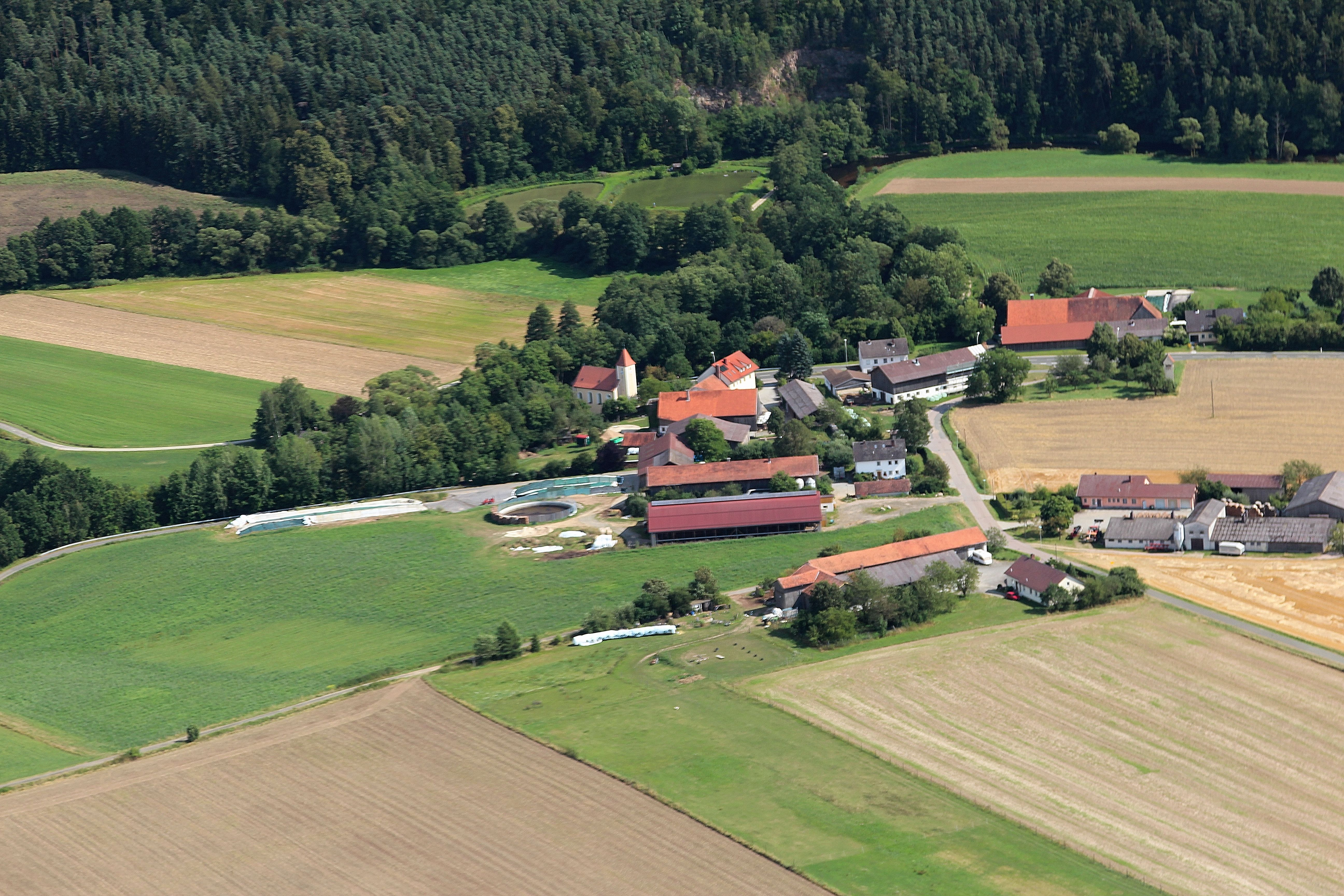
Oberpfreimd (2013)
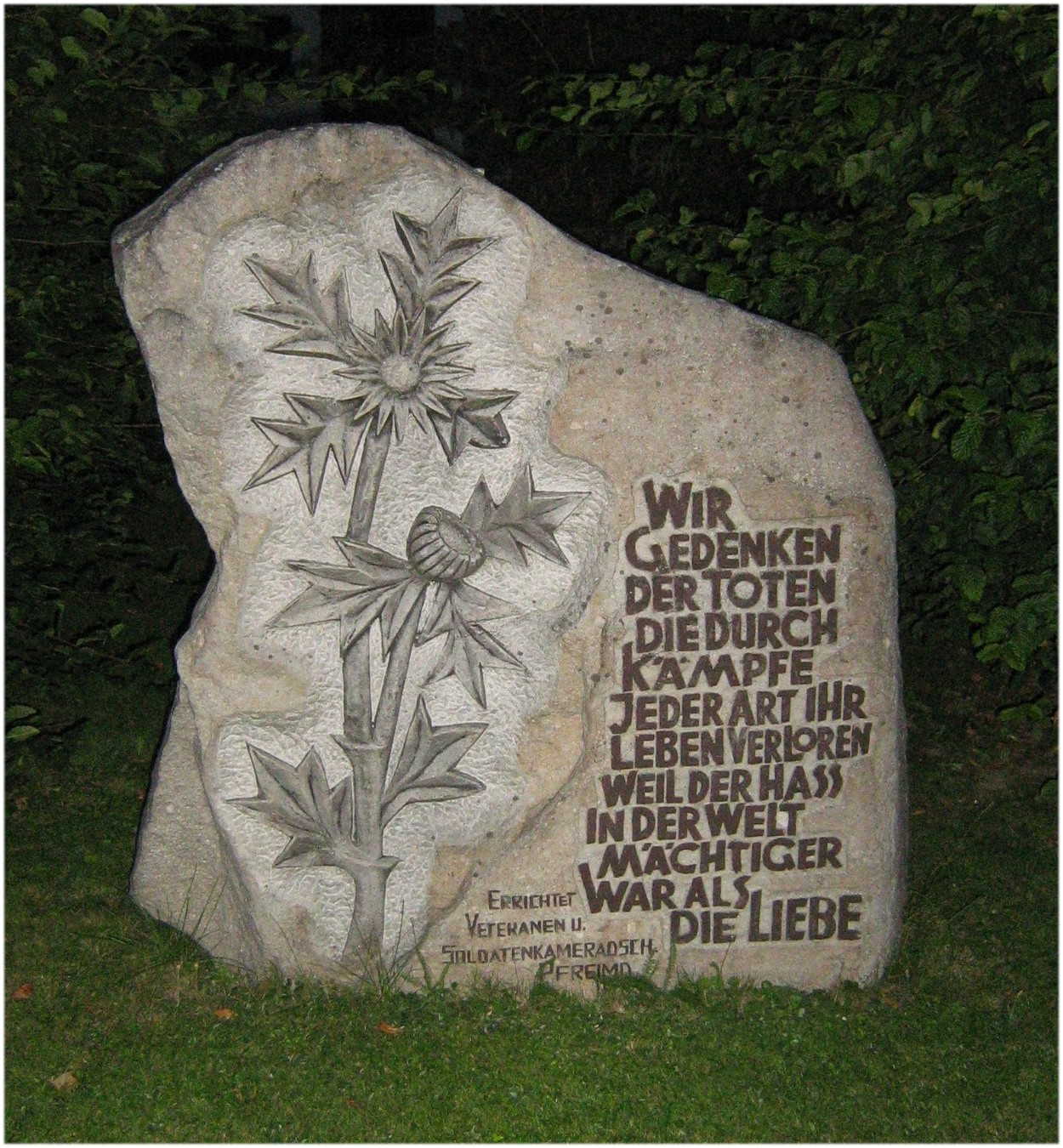
Pomník obětem války (2014)